# Norman Barrett
Arthur Norman Barrett (York, 20 de noviembre de 1935) es un maestro de ceremonias circense inglés, considerado el mejor de la historia del circo.

## Biografía
Su abuelo tenía una herrería en Bradford (West Yorkshire). Su padre, George Barrett, fue el fundador del Barrett's Canadian Circus, una feria itinerante con animales y pequeños números circenses. Norman se inició como domador de animales y, más tarde, trabajó como malabarista y payaso en los circos Robert Grandey's Circus y Cody's Circus. Ya entonces empezó a ejercer ocasionalmente como presentador. En 1959 se unió al Bertram Mills Circus, donde trabajó como domador y presentador.
Desde entonces trabajó principalmente como maestro de ceremonias en diversos circos, donde destacó por su sentido del humor. Ocasionalmente también practicaba algunos números, sobre todo uno con periquitos amaestrados que tuvo mucho éxito. Trabajó también en televisión, especialmente en el programa Right Charlie junto con el payaso Charlie Cairoli.
En 2010 fue nombrado miembro de la Orden del Imperio Británico.